# José María Morelos y Pavón, Salto de Agua
José María Morelos y Pavón är en ort i Mexiko.   Den ligger i kommunen Salto de Agua och delstaten Chiapas, i den sydöstra delen av landet, 800 km öster om huvudstaden Mexico City. José María Morelos y Pavón ligger 228 meter över havet och antalet invånare är 263.
Terrängen runt José María Morelos y Pavón är huvudsakligen kuperad, men åt sydväst är den platt. Runt José María Morelos y Pavón är det ganska glesbefolkat, med 38 invånare per kvadratkilometer. Närmaste större samhälle är Salto de Agua, 11,0 km väster om José María Morelos y Pavón. I omgivningarna runt José María Morelos y Pavón växer i huvudsak städsegrön lövskog.